# أمنية (اسم)
أُمْنِيَّة هو اسم علم مؤنث من أصل عربي، ومعناه هو الأمل المحبب، والهدف المأمول.